# Culture des céréales dans les années 1870
Cet article présente l'histoire de la culture des céréales dans les années 1870.

## Années 1870
Le prix constaté du blé évolue en forte hausse au cours de la première moitié de la décennie en France, selon l'économiste Jean Fourastié surtout avant la grande crise économique de 1873, y compris si l'on prend en compte l'évolution parallèle du salaire horaire :
| Années                                     | 1870 | 1871 | 1872 | 1873 | 1874 |
| Prix observé du quintal de blé (en francs) | 26,7 | 34,1 | 30,6 | 33,6 | 32,7 |
| Prix réel (ajusté du salaire horaire)      | 121  | 155  | 139  | 149  | 145  |

Les prix très élevés du blé sur la période 1866-1872 suscitent des migrations vers l'Ouest et le Nord de l'Amérique, menés par des négociants et meuniers. Parmi eux, les mennonites Cornelius Jansen (1822-1894), meunier et négociant en céréales actif sur le marché anglais et Bernhard Warkentin. Ils visitent le Manitoba puis décident de s'installer dans le Kansas, deux sites où le chemin de fer les rejoint bientôt ainsi que des milliers de compatriotes russes. Le Manitoba cherche alors le blé de printemps adapté à la rigueur des hivers, et le Kansas réussit l'implantation rapide d'un blé ukrainien d'hiver très dur mais excellent, ce qui amène une nouvelle génération de moulins à meule d'acier. À Minneapolis, région la plus froide des États-Unis, on teste aussi le blé de printemps. Le meunier américain Charles Pillsbury créé en 1872 la Pillsbury Company et son rival Cadwallader Washburn y érige en 1874 le Washburn "A" Mill, moulin géant permettant des économies d'échelle, reconstruit avec meule d'acier en 1878. Deux multinationales de la farine naissent ainsi. L'espace se sépare ainsi, avec les cultures du blé au nord vers Minneapolis ou au sud vers le Kansas, et au milieu la Corn Belt, vers le port de Chicago, où le trafic de maïs triple entre 1870 et 1872 au point de représenter 4 fois celui du blé, proportion également constatée en 1880. Le trafic à Chicago, en millions de boisseaux, statistiques du Chicago Board of Trade :
| Trafic de blé  | 1860          | 1861          | 1862          | 1863 | 1864          | 1865          | 1866          | 1867          | 1868          | 1869        | 1871          | 1872          | 1873          | 1880          |
| Trafic de blé  | 12,2 millions | 13,1 millions | 15,6 millions | ND   | 10,7 millions | 10,1 millions | 7,6 millions  | 9,4 millions  | 9,6 millions  | 11 millions | 16 millions   | 12,7 millions | 11,2 millions | 21,4 millions |
| Trafic de mais | 13,6 millions | 24,4 millions | 29,4 millions | ND   | 24,9 millions | 12,6 millions | 25, 1millions | 32,9 millions | 21,5 millions | 25 millions | 17,6 millions | 36,6 millions | 46,9 millions | 93,5 millions |

### La moissonneuse-lieuse inventée en 1872

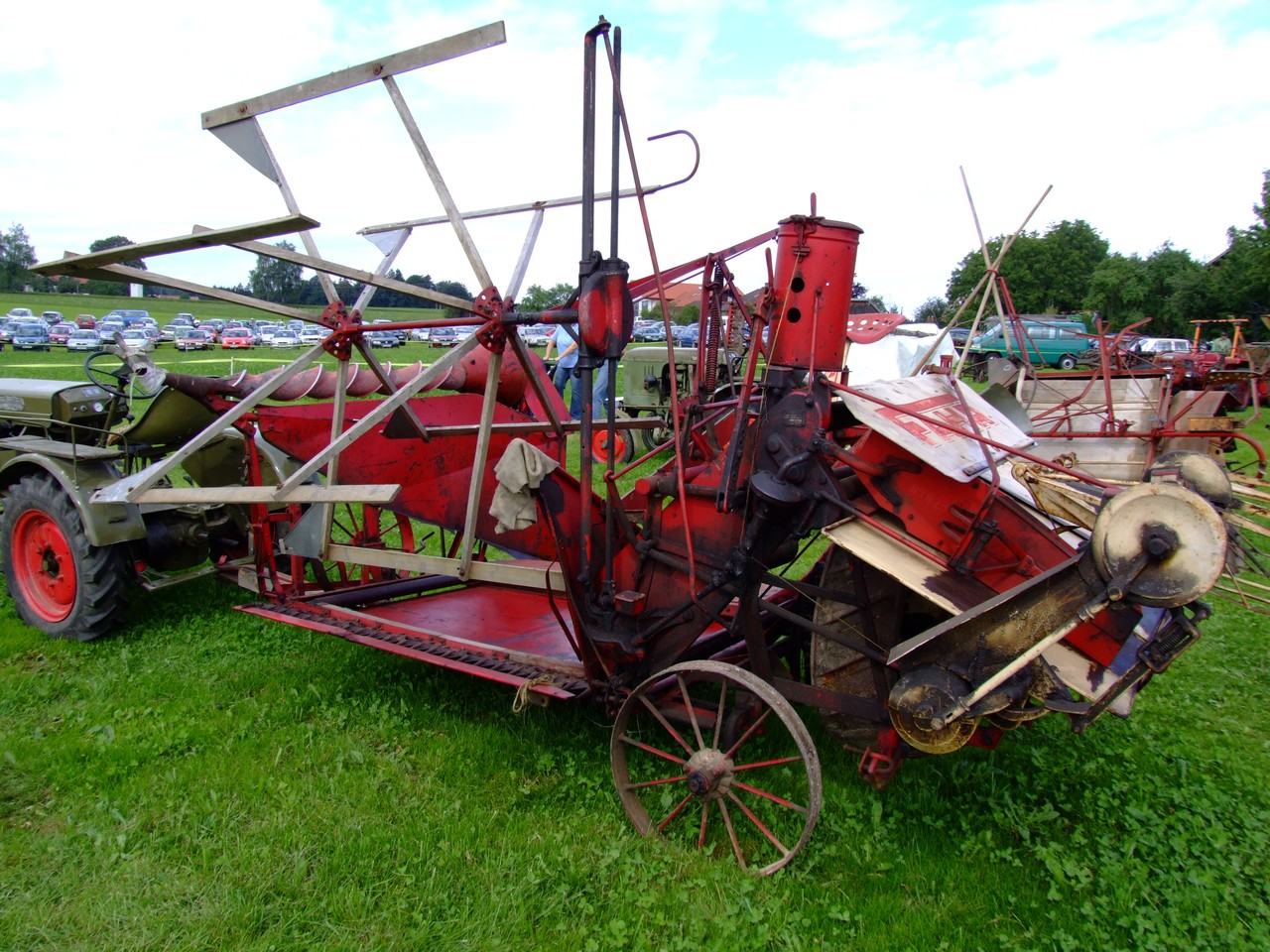
Moissonneuse-lieuse Fahr

La moissonneuse-lieuse, une machine agricole, est inventée en 1872 par Charles Withington pour améliorer la moissonneuse: en plus de faucher les tiges des céréales, elle permet de les lier automatiquement en gerbes (ou en bottes), entassées ensuite en meules de façon à assurer le séchage des épis pendant plusieurs jours avant le battage, qui se faisaient ensuite à la ferme. L'invention de Charles Withington arrive dans un contexte de cours élevés et d'expansion céréalière dans les Grandes Plaines ce qui lui assure un succès plus rapide que les précédentes générations de moissonneuses mécaniques.
Elle est rapidement perfectionnée. Les premières moissonneuses-lieuses sont tractées par des chevaux ou des bœufs, et actionnées par un barbotin (sorte de roue dentée). Leur inventeur, Charles Baxter Withington, un joailler de Janesville, dans le Wisconsin, utilise du fil de fer pour lier les gerbes, ce qui endommage les meules des moulins, cause des accidents aux mains des agriculteurs, et des indigestions du bétail. Très rapidement William Deering mit au point un modèle utilisant de la ficelle tandis que John Appleby inventa un lieur.

#### En 1870, les Mennonites de Crimée choisissent le Kansas et le Manitoba

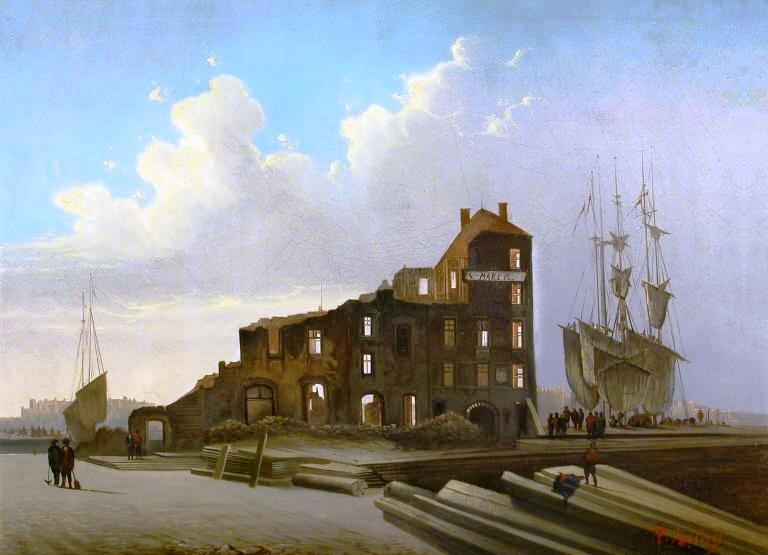
Dégâts causés par un incendie à Saint-Jean en 1877, par R. Silroy

Évolution territoriale du Canada depuis 1867

Environ 10 000 Mennonites émigrent aux États-Unis dans les années 1870 et 7 000 au Canada, où ils sont exemptés de service militaire. Les juifs représentent 40-45 % du total et les Polonais 20-25 %. Les deux groupes prévoient d'immigrer dès 1870, alors que les autorités russes veulent profiter des cours élevés des céréales pour implanter dans leur région fertile d'autres cultivateurs, sur fond de critiques des privilèges d'exemption militaire accordés aux Mennonites. La colonie de Molotschna comptait 6 000 personnes dès 1860, réparties en 60 villages, sur une terre de culture intensive, étudiée par l'agronome mennonite Johann Cornies et la révolution du blé en Ukraine fait émerger un prolétariat rural dédaigné par les fermiers aisés : 3 % des Mennonites possédaient 30 % de la terre, employant 22 % de la population à des salaires très bas. Les années 1860 les avaient vue créer de nombreuses autres colonies agricole en Ukraine comme Zagradovka, Fürstenland ou Borozenko. Des machines agricoles sont fabriquées à Chortitza et Rosental par trois grandes usines (Lepp & Wallmann, Abram J. Koop, Hildebrand & Pries) et deux plus petites (Thiessen et Rempel).
En 1870, Cornelius Jansen (1822-1894), un négociant qui vend les céréales des Mennonites de Russie en Angleterre, croise un groupe de Mennonites de Prusse, dont l'exemption de service militaire vient d'être révoquée par Bismarck. Leurs délégués rencontrent Wilhelm Ewert et Peter Dyck à Berdiansk en 1870 et Jansen leur montre de la littérature reçue des Quakers américains. Dès l'été 1871, il négocie avec les autorités canadiennes et visite Timothy Smith, consul américain à Odessa, pour préparer l'immigration et sa rencontre du 4 août 1873 avec le président américain Ulysses S. Grant. Les Américains rappellent l'Homestead Act de 1862, qui offre à chaque occupant d'un terrain depuis 5 ans 160 acres moyennant 1,50 dollar par acre. Ulysses S. Grant assure qu'il est peu probable que les États-Unis entrent en guerre, sans s'engager sur l'exemption de service militaire. Le Canada s'engage au contraire à la respecter, conscient du potentiel économique de ces Mennonites qui ont réussi dans la culture des céréales en Russie.
En 1871, des traités sont signés avec les nations indiennes, Cris et Ojibwés, puis 700 000 dollars dépensé en 1872 en publicité pour attirer des immigrants d'Europe. Afin de les sécuriser, le Canada créée la Police montée en 1873 et accepte de subventionner le chemin de fer Intercolonial, lancé en 1872 à Moncton, pour les provinces maritimes. Cette ligne permettra, à partir de 1876 l'exportation des céréales en hiver, par Halifax (Nouvelle-Écosse), principal port canadien libre de glaces l'hiver, quand l'offre de céréales diminue, soutenant les prix. Saint-Jean (Nouveau-Brunswick), l'autre port atlantique d'hiver, sombrant en 1877 dans le grand incendie de Saint-Jean, le Port d'Halifax ne construira son grand silo-élévateur qu'en 1882.
Les « concessions statutaires » du Dominion Lands Act de 1872 distribuent 160 acres à tout immigrant vers l'ouest du Canada. Des spéculateurs préemptent les sites dès 1872, souvent illégalement. La Compagnie de la Baie d'Hudson, en conflit avec les métis, voit 60 % de ses concessionnaires faire faillite, sans revenus agricoles. Elle s'aligne ensuite sur le Canadien Pacifique, qui attend que l'État ait vendu l'intégralité de ses terres, pour vendre les siennes plus cher.
En 1872, le Consul britannique en Russie James Zohrab écrit à son ministre Lord Granville que les Russes de Berdiansk sont pour la plupart remontés contre les privilèges d'exemption des Mennonites. À la fin de l'année précédente un projet de réforme russe envisageait d'y mettre fin, tout comme aux écoles dans leurs langues. Les Mennonites le perçoivent comme une attaque contre leurs traditions. Les Russes, leur proposent cependant de conserver leurs privilèges à condition de s'installer dans la vallée du Fleuve Amour, dans l'est de la Sibérie. En 1874, le ministre de la Défense russe Dmitri Milioutine révoquera cette proposition de nouvelle exemption, alors qu'un agent de la compagnie américaine Atchison, Topeka and Santa Fe Railway est déjà en Russie pour vanter les terres du Kansas. Les Mennonites qui visitent le Manitoba jugent préférable le climat du Kansas. Ceux qui acceptent de s'établir dans les marais à moustiques du Manitoba l'ont fait pour des raisons de conscience, ils sont plus souvent d'orientation conservatrice et moins fortunés. Ceux qui choisissent les États-Unis, une année plus tard, après avoir visité le Manitoba, ont des motivations plus financières.

#### La première décennie difficile au Manitoba
En avril 1872, Cornelius Jansen (1822-1894) publie à Dantzig ses carnets de notes sur l'Amérique, 300 copies sont envoyées en Russie puis 300 autres en août. Entre-temps, en juin 1872, les autorités canadiennes envoient en Russie William Hespeler, un immigrant allemand qui s'était installé à Waterloo (Ontario) avant de déménager à Winnipeg en 1870 pour s'occuper de la "Manitoba Land Company". Les autorités canadiennes créent ensuite au sud-est de Winnipeg une "East Reserve" à l'usage exclusif des Mennonites, de 180 000 acres, répartis en 8 futurs villages, dont une partie est assez marécageuse avec des moustiques. Leonhard Sudermann et Jacob Buller, les deux délégués des Mennonites de la Molotschna venus étudier les lieux, explorent ensuite l'ouest de Winnipeg le long de l'Assiniboine (rivière), où les sols leur semblent plus secs et plus fertiles, mais au 3e jour, ils décident que cette partie de la prairie n'est pas adaptée. L'hiver 1872-1873 au Manitoba a rebuté une partie des immigrants, parmi lesquels Bernhard Warkentin, qui écrit que lui et ses bons amis ont été dissuadés pour la simple raison qu'il y fait trop froid, puis traverse les plaines américaines jusqu'au Kansas.
En juin 1874, une centaine de familles mennonites part de Kleine Gemeinde et une semaine plus tard 800 personnes quittent Bergthai, puis une centaine d'autres en septembre partent pour le Manitoba. Le journal Saint Paul Daily Express observe que c'est le plus important convoi jamais vu au Minnesota. Le 29 juillet 1874, le Toronto Globe interview six d'entre eux sur leurs conditions d'exemptions militaires. Les immigrants sont par ailleurs confrontés au dossier délicat des demandes de reconnaissance des titres de propriété des Franco-Manitobains, souvent des métis. Etablis depuis 1818 à Saint-Boniface, avec les abbés Norbert Provencher et Sévère Dumoulin ils forment plus de la moitié de la population en 1870. L'ingénieur William Pearce intègre en 1874 les équipes des arpenteurs chargés d'établir des subdivisions officielles dans la région de Winnipeg et dénonce le détournement de ressources vitales comme l'eau et le bois et estime qu'il faut réserver ces précieuses terres aux vrais fermiers au lieu de les céder à des spéculateurs. En 1875 environ 30 immigrants islandais fondent le site de Gimli (Manitoba), rejoints par 800 autres en 1876, qui fondent Lundi et Sandvik. Au bord du lac Winnipeg, les trois sites ne seront reliés par le train qu'en 1903.
Comme les Memnonites, ils arrivent juste après la crise bancaire de mai 1873 et le scandale du Pacifique : le Canadien Pacifique de Hugh Allan, à capitaux américains et montréalais, a financé la campagne de réélection de 1872 des conservateurs, alors qu'il est en compétition avec l'Inter-Ocean Railway Company, à capitaux torontois, pour le contrat de la ligne jusqu'à Vancouver. Pendant les élections, Macdonald tente d’amener une fusion mais la rivalité entre Toronto et Montréal l'en empêche. De plus, les fermiers ontariens s'indignent de ne pouvoir vendre leur blé aux États-Unis alors que les Provinces Maritimes peuvent y vendre librement leur poisson. Ressentiments, corruption, spéculation, l'expansion agricole du Manitoba va piétiner pendant trente ans. En 1876, la récolte de blé "Red Fife" de l'Ontario est désastreuse poussant la société de semences des frères Steel à quitter Toronto pour Saint-Paul (Minnesota), puis Winnipeg, par la rivière Rouge (Manitoba) où elle en plante. Dès le 12 octobre, une première moisson de 857 boisseaux peut être vendue à Winnipeg au coût de 85 cents par boisseau, puis dix jours après être expédiée en Ontario. Les expéditions des années suivantes prendront aussi le chemin de la rivière Rouge (Manitoba). La firme de négoce T.E. Kenny fait sa première exportation par Halifax en 1876.
La récolte des Mennonites progresse significativement à partir de 1877, consistant surtout de blé de printemps, d'orge et d'avoine et les machines sont introduites à la fin de la décennie. Le chemin de fer n'arrive au Manitoba avec des années de retard, qu'en 1879, reliant Winnipeg à Saint Paul (Minnesota), et longeant le nord de l'East Reserve, où William Hespeler a établi la ville de NiveMile (Manitoba) mais il faut attendre 1881 pour que sa construction reparte vers le Pacifique. Entre 1882 et 1883, des embranchements desservent les futures villes de Rosenfeld (Manitoba) (1883), Gretna (Manitoba) (1883), Morden (Manitoba) (1883), Plum Coulee (Manitoba) (1884), Winkler (Manitoba) (1895) puis Altona (Manitoba) (1896). Pour la production d'un excédent de blé exportable, il faut attendre 1883, dix ans après les premières installations.

#### Les Mennonites de Crimée au cœur du Kansas, avec leurs semences
Bernhard Warkentin, meunier à Altona (Crimée), prit contact avec les Mennonites d'Illinois et le Mennonite américain John Fink rassembla des fonds pour le voyage grâce au journal qu'il dirigeait, le Herald of Truth. En 1874, environ 18 000 voyagèrent dont 6000 en juin. Le groupe d'Alexanderwohl, fort 700 personnes dont 296 enfants, s'embarqua de Hambourg sur le Cunbria et le Teutonia. Ils arrivèrent en train à Elkhart, Indiana, le 31 août, deux mois après avoir quitté leur village. Leur chef, Buller, acquit peu après 100 000 acres de terre (40 000 ha) au prix de 5 dollars l'acre, dont la moitié en argent comptant, à Newton (Kansas).
Bernhard Warkentin y deviendra un meunier très célèbre. Arrivé aux États-Unis en 1871, après avoir traversé le Canada, les Dakotas, et le Minnesota, il a négocié avec l'Atchison, Topeka and Santa Fe Railway des tarifs favorables à la culture des céréales. Les arrivants essaient leurs semences de blés d'hiver durs de Crimée ou Krymki (pluriel ukrainien de Krymka) sous l'autorité d'un représentant du ministère américain de l'Agriculture. Bernhard Warkentin ayant assuré que l'implantation réussirait, les Mennonites sont plusieurs milliers à le rejoindre rapidement. En 1873, la production de blé du Kansas approche des 4,5 millions de boisseaux et les Mennonites cultivent les riches terres des environs de Goessel Newton, Halstead et Moundridge. Leur blé est assez robuste pour survivre aux hivers froids et secs du Kansas, mais sa hauteur de 4 pieds le rend vulnérable aux dommages causés par le vent et la grêle.
Un premier silo-élévateur en bois de 200 000 boisseaux est érigée en 1871, et brûle deux ans après pour être aussitôt reconstruit. Au cours des sept années qui précèdent 1878, la production de blé de la région est multipliée par douze pour atteindre 9 millions de boisseaux et celle de maïs par treize pour atteindre 5 millions de boisseaux. Le nouveau blé se heurte à des résistances : sa couleur dérange mais il est surtout difficile à briser, ce qui oblige à investir dans de nouveaux moulins en acier. Car les meuniers saluant les rendements et la haute teneur en protéine de ce nouveau blé, qui fait dès 1876 l'objet d'un contrat à terme mis aux enchères à plusieurs heures de la journée, le "grain call". À cette occasion, l'association de négociants fondée vingt ans plus tôt devient le Kansas City Board of Trade et construit un bâtiment dédié aux échanges à la criée.

### En 1875, Cargill contre les coopératives, la bataille des grands silos

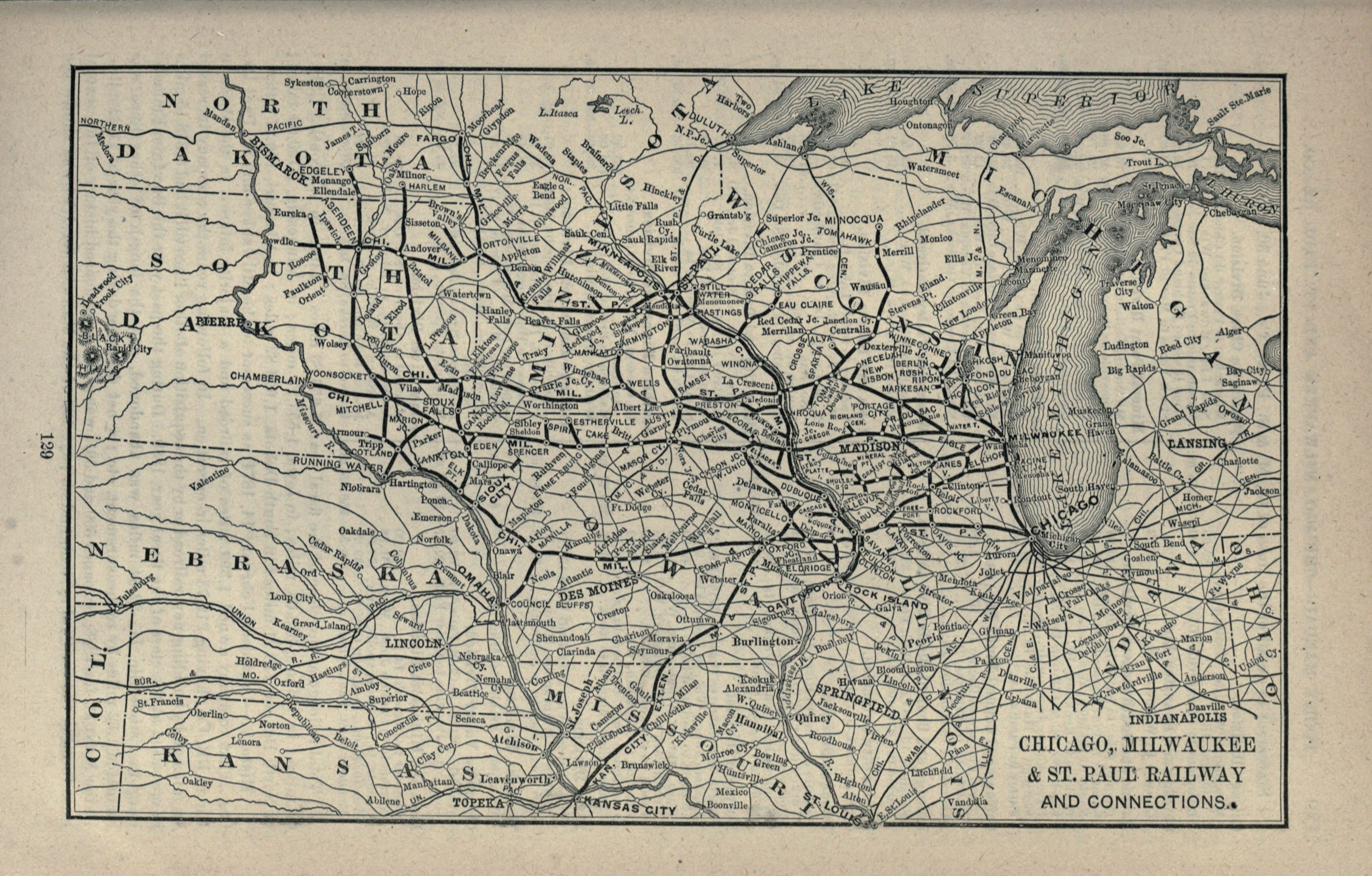
Réseau Chicago, Milwaukee and St. Paul Railway en 1891

La carte du réseau ferroviaire américain des années 1860 montre un développement spectaculaire au sud-ouest des Grands Lacs, permettant le « stockage roulant » des grains sur les voies ferrées, avec une forte capillarité au-dessous, puis à l'ouest de Chicago. Au début des années 1870, le Midwest américain se couvre d’un réseau de silos-élévateurs à grains du marchand de grains américain Cargill, créé dans l'Iowa par Will Cargill. La firme s'installe à Minneapolis et dans le Wisconsin, sur les nœuds ferroviaires américains de l'époque, pour accompagner la croissance du chemin de fer, et ses lignes transcontinentales. Cargill rachète systématiquement les aires de stockage au bord des Grands Lacs, laissées par les petites firmes en faillite, et se dote d’une flotte de barges remontant le Mississippi. Bunge, créé par Charles Bunge fait de même. La population de La Crosse (Wisconsin) passe de 3 860 à 14 505 habitants en vingt ans.
Le Mouvement agrarien américain de La Grange, du nom de leurs lieux de réunion, société secrète agraire créée en 1867 par Oliver Hudson Kelley et par des employés du gouvernement, dénonce les injustices qui frappent les fermiers nord-américains des Grandes Plaines. Ils combattent les tarifs élevés des compagnies ferroviaires et dénoncent des discriminations entre les usagers des silos-élévateurs à grains, où les grands céréaliers sont mieux traités que les petits, en plus de pouvoir spéculer.
Les grangers s'opposent aussi à Angus Smith, autre propriétaire de silos-élévateurs à grains, qui avec un groupe d'investisseurs offre n 1869, sans succès, 4 millions de dollars empruntés en obligations pour acheter à la fois la Western Union, premier opérateur de télégraphe, et la société de stockage "Racine Warehouse and Dock Company". Angus Smith devient actionnaire de la Milwaukee and Mississippi Railway Company et fait construire de grands silos-élévateurs à grains, un premier de 300 000 boisseaux, puis un second de 800 000, et met à profit le grand incendie ayant brûlé six grands silos-élévateurs à grains de Chicago (stockant 8 millions à 5,5 millions de boisseaux), le 6 octobre 1871, pour organiser un gigantesque corner sur le blé. Face à toutes ces difficultés, les "grangers" constituent des banques, des compagnies d'assurance, des magasins, des usines d'outillage agricole sur le modèle du mouvement coopératif. Dans certains États, comme l'Illinois ou le Wisconsin, ils parviennent à élire assez de représentants aux assemblées locales pour obtenir des lois favorables.
Pour obtenir du matériel, les agriculteurs s'endettent et la dépression de 1873 porte un très rude coup aux coopératives comme à leurs membres, affaiblis par la chute des prix de blé et l'augmentation des hypothèques. De 1873 à 1879, le mouvement des "grangers" est à son apogée mais décline rapidement après. Il atteint 268 000 adhérents dès le printemps 1874 puis 858 000 au début de 1875. Dans les années 1880, un autre mouvement, la "Northwestern Alliance" des Fermiers, puis au début du siècle suivant la Ligue non partisane va obtenir, sur les mêmes idées, d'excellents résultats aux élections dans le Dakota du Nord.

### En 1875, une loi anglaise pour se passer de ses fournisseurs européens
La loi de 1875 sur les exploitations agricoles en Angleterre tente de relancer sa production céréalière intérieure, pour être moins dépendante de l'étranger. L'Angleterre avait déjà décidé en 1870 de remplacer durablement l'Europe centrale et la Russie par l'Amérique, déclenchant le trouble sur les marchés européens. La loi de 1875 a remanié le droit pour que les fermiers reçoivent des niveaux de compensation constants pour la valeur de leurs améliorations à l'exploitation agricole, dans toutes les cultures, ce qui a joué surtout pour les céréales. Les fermiers anglais vont être les plus innovants de l'histoire de la culture des céréales dans les années 1870 à 1890, compensant la dimension modeste des terres fertiles par un recours intensif à la technologie sur les zones les mieux situées. Les recours aux engrais permettent ainsi de récolter 30 quintaux à l'hectare dans l'Essex, comme sur les argiles grises des Flandres.
Malgré ces efforts, la part du blé importé dans la consommation anglaise s'envole durablement, passant de 33 % en 1865-1869 à 48 % en 1875-1879 puis de 54 % à 69 % entre 1895-1899 et 1905-1910, au terme de deux périodes de corner sur les cours mondiaux, même si la consommation de farine par habitant en Angleterre est stable entre 1849 et 1914.
| Années                                                            | 1867 | 1868 | 1869 | 1870 | 1871 | 1872 | 1873 | 1874 | 1875 | 1876 | 1877 | 1878 | 1879 | 1880 |
| Production de blé en Angleterre, en valeur (millions de sterling) | 27,3 | 37,3 | 22,9 | 25,5 | 26,9 | 25,6 | 24,2 | 26,8 | 16,3 | 18,9 | 21,4 | 21,2 | 10,2 | 14,8 |

### En 1877, la Roumanie, survivante des crues du Danube et des invasions
En mai 1877, la Roumanie acquiert sa pleine indépendance, après avoir aidé la Russie dans sa guerre des Balkans contre l'Empire ottoman. La région bénéficiait déjà du statut d'autonomie acquis depuis le traité de Paris en 1856 puis de la fusion en 1859 des riches principautés danubiennes céréalières, la Valachie et Moldavie. Toutes deux sont en pleine expansion depuis trois décennies, grâce à un quadruplement de leurs exportations de blé, principale destination des terres céréalières, la consommation intérieure en pâtissant et concentrées entre les mains d’un nombre restreint de propriétaires, qui les afferment à des fermiers les sous-louant. Entre 1865 et 1895, les exportations de céréales des ex-principautés de Valachie et Moldavie ont continué à progresser très fortement, mais un peu moins vite qu'entre 1830 et 1865 : +150 %. Quand les prix de vente commencent à s'affaiblir, les grands boyard, intensifient leur action de dépossession des terres des petits paysans, mais leur puissance a été ébranlée par l'Abolition du servage de 1861 dans l'Empire russe.
La Roumanie cultive le Bărăgan, fameux grenier à blé des Daces dans l'Antiquité, dépeuplé à cause des fréquentes invasions des Peuples des steppes mais aussi les fréquentes incursions turques. Le peuplement est aussi pénalisé par une hydrologie contrastée (alternance sécheresses/inondations), malgré quelques foyers négociants comme le port de Călărași (Roumanie), où les habitants de Silistra, assiégée et détruite par les Ottomans, s'étaient réfugiés en 1810-1812 puis 1836.
En 1883, la Roumanie rejoint la Triple alliance mais dès 1885, les mesures protectionnistes de Ion I. C. Brătianu, provoquent une guerre douanière de sept ans avec l’Autriche-Hongrie.

### En 1878, Minneapolis joue la carte des «grands moulins» à cylindre d'acier
L'invention du moulin à cylindres en acier, en 1878 à Minneapolis, ouvre la voie aux blés durs, les tendres étant auparavant préférés car plus faciles à broyer. L'invention est précédée par un gros investissement en 1874. La future multinationale General Mills, créé en 1866 à Minneapolis par Cadwallader Washburn y érige en 1874 le "Washburn A Mill", moulin géant permettant des économies d'échelle. Charles Pillsbury qui en 1869 a pris des parts dans un autre petit moulin de Minneapolis, apposant quatre « X » sur ses sacs de farine, pour souligner leur qualité, créé en 1872 sa propre société, qui deviendra un autre géant mondial du grain, la Pillsbury Company et sera la deuxième à utiliser le moulin à cylindres en acier, avant d'investir lourdement dans le chemin de fer.
En 1877, Cadwallader Washburn, fonde avec John Crosby la Washburn-Crosby Company, qui envoie William Hood Dunwoody (en) en Angleterre pour y étudier et promouvoir le marché de la farine de blé tendre. Dunwoody réussit sa mission, entre au capital et devient vice-président. Les meuniers de Minneapolis vendront un tiers de leur blé en Angleterre dès 1900. Il fonde la « Minneapolis Miller's Association », qui planifie les achats de blé. En 1878, une énorme explosion détruit le grand moulin et cinq bâtiments aux alentours, causant la mort de 18 ouvriers. La reconstruction est immédiate, sous la forme du premier moulin à cylindres en acier, partiellement automatisé, encore plus grand et productif. Dès 1881, Minneapolis dépasse Saint-Louis (Missouri) pour le tonnage de farine produite.
Au Canada, la firme québécoise Ogilvie Flour Mills importe de Hongrie à la fin des années 1860 une nouvelle technique de mouture pour des farines de meilleure qualité et construit un grand moulin en Ontario en 1872, puis un autre à Winnipeg dix ans plus tard, avec lui aussi cylindres d'acier. Le minotier s'entend avec le Canadien Pacifique pour des silos le long des voies ferrées et l'utilisation des vapeurs sur les Grands Lacs. En 1874, son patron Alexander Walker se lance en politique.
En France, Abel Stanislas Leblanc, minotier de la Brie, fait construire en 1882, entre le canal de l’Ourcq et les voies du chemin de fer de l’est, un moulin de 24 meules et en 1883, Abel Désiré Leblanc crée avec le meunier Duval la société des Moulins de Pantin, qui choisit elle aussi d’adopter dès 1884, le procédé de la « mouture hongroise ». En 1885, « Pantin devient ainsi la ville la plus industrielle de tout le secteur ». Leur père Abel Edouard Désiré Leblanc avait participé au ravitaillement lors du siège de Paris de 1870, supervisant la mouture de 150.000 quintaux de blé « sans la moindre rétribution » dans le moulin de fortune installé en gare du Nord.

### La crise de 1879 renforce le courant protectionniste chez les céréaliers français
Exportatrice depuis 1873 (50 000 tonnes), l'Inde a profité de la mauvaise récolte de 1879 en France, qui dope les cours, pour y vendre son blé. La France importe 2,5 millions de quintaux en 1881-1882 puis 1,7 million en 1882-1883. Dès 1879, les grands céréaliers, tout comme les viticulteurs du Midi, souhaitent des droits de douane. Les paysans qui pratiquent la polyculture et l’élevage tiennent encore à la liberté de commerce. La Société des agriculteurs de France, fondée début 1868 au sein de l’aristocratie foncière et de la paysannerie aisée, réclame le protectionnisme, relayée par l'avocat Jules Méline, qui a cofondé en 1861 l'hebdomadaire Le Travail avec le jeune Clemenceau. Pour lui, l'économie française est un arbre : l'industrie représente les branches et les feuilles, et l'agriculture le tronc et les racines. Opposé au saint-simonisme, accusé de vouloir « tout par l'industrie », le « Mélinisme » obtient la création de l'ordre du Mérite agricole, des écoles pratiques d'agriculture, puis plus tard la loi Méline de janvier 1892, protégeant l'agriculture française de la concurrence, pour en finir avec le libre-échange du Second Empire. Plus actifs pour réclamer ces protections que les petits, les grands céréaliers en ont profité plus qu’eux. Après la crise boursière de 1882, un « tarif maximal » frappe le blé entrant en France, puis le sucre et le bétail. Un « tarif minimal » est appliqué aux pays signataires d'une convention. L’Allemagne réagit de la même manière. Les Britanniques maintiennent le libre-échange, les Danois et les Néerlandais s’adaptent en modernisant leur agriculture.
Le 7 juillet 1883, Jules Tanviray, professeur départemental d’agriculture du Loir-et-Cher, crée le premier « syndicat d’achat en commun » de certains intrants. D'autres coopératives d’approvisionnement voient le jour. En 1890, il en existe déjà 648 regroupant 234 000 membres. En 1900, ils sont 2 069 comprenant 512 000 membres.